# Whims of Chambers
Whims of Chambers is een jazzalbum van contrabassist Paul Chambers, dat in 1956 door Blue Note Records werd uitgegeven. Op dit album werd hij bijgestaan door trompettist Donald Byrd, tenorsaxofonist John Coltrane, gitarist Kenny Burrell, pianist Horace Silver en drummer Philly Joe Jones. Ze namen het album op 21 september 1956 op in de Van Gelder Studio te Hackensack (New Jersey). Alfred Lion verzorgde de muzikale productie en werd daarbij geholpen door geluidstechnicus Rudy Van Gelder.

## Nummers
1. "Omicron" (Donald Byrd) - 7:21
2. "Whims of Chambers" (Paul Chambers) - 4:06
3. "Nita" (John Coltrane) - 6:34
4. "We Six" (Byrd) - 7:42
5. "Dear Ann" (Chambers) - 4:21
6. "Tale of the Fingers" (Chambers) - 4:44
7. "Just for the Love" (Coltrane) - 3:43